# Genco Gulan
Genco Gulan (n. 13 ianuarie 1969 la Istanbul) este un artist și teoretician turc ce activează în domeniul artei conceptuale și a altor modalități de exprimare moderne. El își denumește activitatea desfășurată în toate domeniile generic drept "arta ideii".
A studiat Științe Politice și Arte la Universitatea Bosfor (Bogazici), a continuat cu un masterat în Studii Media la The New School, New York City.
Gülan a avut expoziții personale în multe orașe ca Istanbul, Ankara, Berlin, Seul, Zagreb. Artistul a primit distincții din partea BP, Lions, EMAF. Lucrările sale au fost expuse în multe muzee importante, cum ar fi: Centrul Pompidou, Pera, ZKM, MAM, Rio de Janeiro, Triennale di Milano.
Gülan a făcut parte din Comitetului Consultativ al Biennalei Balkanice, Cosmopolis, Salonic, din Comitetul Programului International ISEA Singapore, cât și din redacția publicației Melbourne Second Nature..
Membru fondator al iS.CaM și Director Artistic al Web Biennial, în prezent predă la Academia Mimar Sinan și la Universitatea Bosfor, Istanbul.

## Opere
- Graf, Marcus. Concepual Colors of Genco Gulan, Revolver Publishing, 2012. ISBN 978-3868952049
- Gulan, Genco. De-constructing the Digital Revolution: Analysis of the Usage of the Term 'Digital Revolution' in Relation with the New Technology ,  LAP, 2009. ISBN 978-3838320472
- Graf, Marcus. Genco Gulan: Kavramsal Renkler, Galata Perform Publishing, 2008. ISBN 9789944016001